# Epidapus consensus
Epidapus consensus är en tvåvingeart som beskrevs av Werner Mohrig 1996. Epidapus consensus ingår i släktet Epidapus och familjen sorgmyggor. Inga underarter finns listade i Catalogue of Life.